# Dark
Dark — немецкая англоязычная метал-группа.

## История группы
Группа была создана в 1991 году. Первый стабильный состав (который приступил к записи дебютного альбома) выглядел так: Михаэль Люхтер (вокал), Матиас Фикерт (гитара, вокал, клавишные), Торстен Шмитт (ритм-гитара), Йохен Донауэер (барабаны) и Кристиан Бетц (бас-гитара). Йохен параллельно играл в прогрессив-метал-группе «Sunblaze», а Кристиан параллельно играл в группе «Suicide» (рус. Суицид), игравшей традиционный хеви-метал. Стиль группы этого периода больше тяготел к смеси дум- и треш-метала.
Свой дебютный альбом группа записывает в 1996 году на студии «Commusication Studio». 20 января 1997 года альбом, получивший название «Endless Dreams of Sadness» (рус. Бесконечные сны грусти) выходит на лейбле «Great Unlimited Noise Records» (подразделение «GUN Records»).
Выпустив дебютный «GUN Records» решает продлить контракт с группой и 25 августа 1997 года выходит второй альбом группы, озаглавленный как «Seduction» (рус. Соблазн). В записи так же участвовала Lisa Mosinski исполнив партии женского вокала . Альбом по своей стилистике явился продолжением первого альбома. Однако в группе назревал конфликт, в результате которого группу покидают Крис и Михаэль.
Оставшиеся участники группы (Матиас, Йохен, Торстен) в январе 1999 года записывают новый альбом. Партии вокала исполнил Матиас. Запись происходила вновь на студии «Commusication Studio». Альбом получает название «Revolution» (рус. Революция) и выходит в мае 1999 года вновь на лейбле «GUN Records».
После выхода третьего альбома группа прекращает своё существование.
Спустя некоторое время Матиас собирает коллектив NEO (New Extreme Obsession) ((Neo, Y/T, Jan, Alex, Flange)) (Archive link) с которой выступает на разогреве группы VANDEN PLAS (14.06.2002, Quasimoto). Просьба дополнить, если найдётся запись или больше сведений. 

## Состав группы

### Последний состав
- Матиас Фикерт — вокал, гитары, клавишные, бас
- Йохен Донауэр — ударные
- Торстен Шмитт — гитары

### Бывшие участники
- Михаэль Люхтер — вокал
- Кристиан Бетц — бас
- Хольгер Штенке — клавишные

## Дискография

### Альбомы
1. Endless Dreams of Sadness (1997, GUN Records)
2. Seduction (1997, GUN Records)
3. Revolution (1999, GUN Records)

### Мини-CD и EP
1. The Cradle Of Darkness (1999, GUN / Sony BMG)[2]

### Сборники
Треки группы входили в состав следующих сборников:
1. Metal Under Germany Vol. 2 (1992)
2. Dynamit vol.5 (1997) трек: «Nemesis of Neglect»
3. Out Of The Dark (1997)
4. Metal Hammer — Off Road Tracks Vol. 05 (1997)
5. Great Unlimited Noises (1997) Выпущен: GUN Records
6. Drakkar Fan Club: CD For Members Only (1997)
7. Deathophobia 4 (1997)
8. Crossing All Over! Vol. 09 (1999)

## Концертная деятельность
Группа участвовала «Out Of The Dark Festival», «Metal Mania», «Disturbance»